# Куренков Олександр В'ячеславович
Куренков Олександр В'ячеславович (нар. 2 червня 1972, Московська область, РРФСР, СРСР) — російський державний діяч. Міністр у справах цивільної оборони, надзвичайних ситуацій та ліквідації наслідків стихійного лиха з 25 травня 2022 року, генерал-лейтенант (2022). Член Ради Безпеки Російської Федерації з 30 травня 2022 року.
Олександр Куренков — герой розслідування інтернет-видання «Проект», яке виявило дружину міністра і пов'язані з нею активи.